# 一式防空気球
一式防空気球（いっしきぼうくうききゅう）は、大日本帝国陸軍の阻塞気球（防空気球）。無人。

## 概要
1938年（昭和13年）初頭に「多葉式防空気球」の名で研究が始められた防空気球で、同年秋には藤倉工業にて気嚢が試作され、同時期には東京工業大学航空科で風洞実験も行われている。神戸製鋼および東京製鋼にて、それまで使用されていたスウェーデン鋼索に代わる日本製繋留索の研究も進められ、1939年（昭和14年）の繋留索完成を経て、翌1940年（昭和15年）に気球として完成。同年2月より安房鴨川海岸にて昇騰試験が始まり、最大で3,600 mの到達高度を記録した。なお、試作機は3月2日の昇騰中に繋留索が荒天で切断され、行方不明となっている。
各種試験の後、1941年（昭和16年）に「一式防空気球」として制式採用された。以後、1945年（昭和20年）に至るまで生産・運用は継続されている。製造は東京第一陸軍造兵廠と相模陸軍造兵廠によって行われ、前者には藤倉、東京製鋼、日本製紐、中央ゴムが、後者には三菱重工業、日本特殊陶業、澤藤電機、矢崎電線、門田鉄工所が協力している。
気嚢の断面を6葉としたのが構造上の特徴であり、「多葉式」と呼称される由来にもなった。これによって気嚢は6つの膨らみを持つ形となり、気流関係において性能の向上をもたらしている。その他の過去の防空気球との差異としては、空気抵抗を減少させるべく、体積の変化に対応するためのゴム紐を気嚢内部に収める方式を採用するとともに、昇騰高度も引き上げられている。価格は1組約43,500円だった。

## 諸元
出典：『日本の軍用気球』 221,222頁。
- 全長：約20.6 m
- 気嚢最大径：約7.8 m
- 気嚢最大容積：約550 m3
- 重量：約190 kg
- 標準昇騰高度：約2,700 m
- 繋留索全長：約6,000 m